# 布拉瑟斯
布拉瑟斯（法語：Brasseuse，法語發音：[bʁasøz]）是法国瓦兹省的一个市镇，属于桑利斯区。

## 地理
布拉瑟斯（49°15'23"N, 2°40'53"E）面积8.3 平方千米，位于法国上法蘭西大區瓦兹省，该省份为法国北部内陆省份，北起索姆省，西接厄尔省和滨海塞纳省，南至塞纳-马恩省和瓦兹河谷省，东临埃纳省。
与布拉瑟斯接壤的市镇（或旧市镇、城区）包括：韦尔伯里新城、巴尔伯里、拉赖、吕利、维莱圣弗朗堡-奥尼翁。

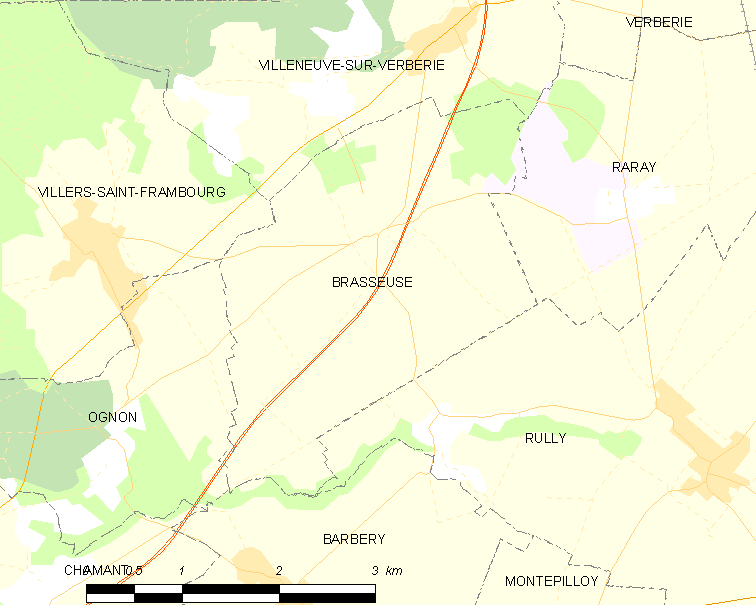
布拉瑟斯的OSM定位图

布拉瑟斯的时区为UTC+01:00、UTC+02:00（夏令时）。

## 行政
布拉瑟斯的邮政编码为60810，INSEE市镇编码为60100。

## 政治
布拉瑟斯所属的省级选区为蓬圣马克桑斯县。

## 人口

1962-2008年间布拉瑟斯人口变化图示

布拉瑟斯于2022年1月1日时的人口数量为114人。